# 冷蔵倉庫
冷蔵倉庫（れいぞうそうこ）とは、生鮮食品や冷凍食品などを低温で貯蔵することを目的とした倉庫。穀物倉庫などとともに特殊倉庫に分類される。日本では、保管温度帯10℃以下のものを指す。

## 歴史

### 米国
19世紀後半、アメリカでは倉庫業が発達し、従来の倉庫から穀物倉庫や冷蔵倉庫などの特殊倉庫が分化していった。この時期は産業資本主義から独占資本主義への移行期に当たる。
アメリカの冷蔵倉庫業は1880年にボストンとシカゴで始まった。米国の食品工業は肉類加工業を中心に発達したが、冷蔵倉庫業も草創期には肉類加工業とともに発達した。

### 日本
米国とは異なり日本では歴史的に動物性たんぱく源は魚類が中心で、回遊魚などの生産の調節は困難であったことから冷蔵倉庫の必要性が特に高く、日本の冷凍倉庫業は水産業とともに発展した。
日本初の冷蔵倉庫は、1899年（明治32年）5月に鳥取県米子町（現米子市）に建設された。悪性腫瘍研究者の中原和郎の父にあたる中原孝太により日本冷蔵商会が設立され、アメリカのフリック社製のアンモニア冷媒冷凍機を用いて鮮魚の冷凍や製氷を行ったが、需要が少なく苦戦した。1920年（大正9年）には北海道森町に、葛原猪平により冷蔵倉庫（現ニチレイフーズ森工場）が建設され、製氷や冷凍食品事業が開始された。
法令上、自家用冷蔵倉庫と、倉庫業法に基づく国土交通大臣の登録を受けた営業冷蔵倉庫とに大別できる。自家用冷蔵倉庫は1,567ヶ所、保管能力521万m3であるのに対し、営業冷蔵倉庫は1,626ヶ所、2901万m3の保管能力を有する。営業用・自家用を合わせた都道府県別保管能力は、神奈川県111ヶ所385万m3、東京都112か所340万m3、北海道557か所330万m3、大阪府93か所288万m3、兵庫県109か所218万m3の順で、奈良県が営業用のみ1か所14,623m3と最も少ない。青森県では営業用46か所61万m3に対し自家用157か所80万m3と、自家用の保管能力が営業用を上回っている。品目別保管残高は、水産物41.2%、畜産物23.8%、農産物18.2%、冷凍食品14.1%、その他が2.7%となっている。保管温度帯により、下記の通り分類される。
- C3級 +10℃以下-2℃未満 1,101ヶ所、409万m3
- C2級 -2℃以下-10℃未満 627ヶ所、743万m3
- C1級 -10℃以下-20℃未満 590ヶ所、742万m3
- F1級 -20℃以下-30℃未満 2,593ヶ所、2865万m3（F1～F4級計）[7]
- F2級 -30℃以下-40℃未満
- F3級 -40℃以下-50℃未満
- F4級 -50℃以下

なお、冷蔵倉庫の収容能力は、トロ箱の重量から、1m3あたり400kgと換算される。

## 冷却方式
複数の冷蔵室を大容量の冷凍機で冷却する集中式と、冷蔵室ごとに冷凍機を設置する個別式に大別できる。かつては冷媒のアンモニアを集中管理する必要から集中式が主流であったが、冷媒がフロン類に代わり集中管理する必要が薄れたことと、電力消費量や施工の容易さから、個別式が主流となってきている。フロン類はオゾン層を破壊するおそれがあることから、二酸化炭素やアンモニアに切り替えるところもある。また、一部では液化天然ガスの冷熱を利用している。
冷蔵室の負荷の要素は、壁面や天井などからの熱伝導による「侵入熱」、貯蔵する品物の冷却に要する「冷却熱」、送風機などから生じる「発生熱」、入出庫時などにより生じる「換気熱」、その他荷役設備や除霜などにより生じ、倉庫業法では「換気熱」と「その他」を前3項計の35%と見做している。これらの負荷を軽減するため、ウレタンフォームやグラスウールなどの断熱材、アスファルトやポリエチレンフィルムなどの防湿材が用いられる。